# Mariko Tamaki
Mariko Tamaki (Toronto, 1975) és una artista i escriptora canadenca. És coneguda per les seves novel·les gràfiques Skim, Emiko Superstar i This_One_Summer, així com per diverses feines de prosa de ficció i no-ficció. El 2016 va començar a escriure tant per Marvel com per DC Comics. Ha estat nomenada dues vegades subcampiona del Michael L. Printz Award.

## Primers anys
Mariko Tamaki és d'origen canadenc i japonès. Va assistir a Havergal College, un institut de secundària per a nenes. Va estudiar literatura anglesa a McGill Universitat i es va graduar dins 1994.

## Carrera
Tamaki ha treballat com a escriptora i artista de performance a Toronto, amb Cheap Queers de Keith Cole i en el grup d'actuació Pretty Porky & Pissed Off amb Joanne Huffa, Allyson Mitchell, Abi Slone, Tracy Tidgwell i Zoe Whittall.
Tamaki Va publicar la novel·la Cover Me l'any 2000. És una "història convinguda sobre un adolescent que tracta de depressió". Explicada a través d'una sèrie de flashbacks, tracta d'un adolescent que se sent com un foraster a l'escola.
Skim, una col·laboració amb la seva cosina Jillian Tamaki publicada el 2008 per Groundwood Books, és una novel·la gràfica sobre una adolescent i els seus sentiments romàntics envers la seva professora; la reciprocitat d'aquests sentiments no queda clara al text. L'altra història central tracta sobre el suïcidi de l'ex-xicot d'un company de classe. El text tracta fonamentalment de "viure els moments de transició punyent ... [i] la conflictiva necessitat de pertànyer i el desig de resistir". Tamaki assegura que no es va proposar "fer una declaració sobre la tranquil·litat i la joventut": "Skim està enamorada i fa un petó a una dona, però no, només és una nena. Podria seguir besant a molta gent en el seu futur. Potser són tímids, qui sap? Crec que Skim és més una afirmació sobre la joventut i la varietat d'experiències estranyes que poden encapsular." Segons un crític, "la fluïdesa expressionista de les il·lustracions en blanc i negre serveix per a propòsits de pàgines en prosa". Tamaki escriu que artistes com Hergé, Igort i Vittorio Giardino, així com l'art asiàtic, van influir en el seu estil, però la seva història va estar arrelada als autors de còmic nord-americans com Daniel Clowes, Chester Brown o Will Eisner. Skim es va desenvolupar originalment com a joc curt per Nightwood Theatre.
Emiko Superstar, la segona novel·la gràfica de Tamaki i la primera amb l'il·lustrador Steve Rolston, tracta d'una jove que se sent atrapada en la seva vida suburbana. Es va inspirar en l'art de la performance i Girlspit, un esdeveniment nocturn de micromecenatge a Mont-real. El protagonista s'atreveix a provar l'art de la performance després de visitar aquest espai. Tal com diu una crítica, "aquesta és una història sobre trobar-se a si mateix, a la veu i al personatge veritable enmig de la fama de contracultura".
El 2014 Tamaki va tornar a col·laborar amb la seva cosina Jillian Tamaki, a la novel·la gràfica This One Summer, publicada per Groundwood Books.
El 2016 es va anunciar que Tamaki escriuria una nova sèrie de Hulk protagonitzada per She-Hulk per a Marvel Comics, i la mini sèrie Supergirl: Being Super per a DC Comics.
El 2017 va començar a escriure adaptacions de la sèrie de còmic Lumberjanes.
La col·laboració de novel·la gràfica de Tamaki amb l'artista Rosemary Valero-O'Connell, Laura Dean Keep Breaking Up with Me, es va publicar al maig del 2019 per First Second Books. La forta relació de Freddy amb Laura la deixa desconcertada i descuida dels seus veritables amics. En aquesta història fantàstica, Freddy aprèn a deixar anar una relació tòxica i a valorar les persones de la seva vida que la converteixen en una persona millor.
El 6 de novembre de 2019 Tamaki va tornar a Marvel per una mini-sèrie de quatre parts anomenada Spider-Man & Venom: Double Trouble.

## Premis
Skim va guanyar un Ignatz Award, un Joe Shuster Award i un Doug Wright Award el 2009 i va ser candidat a la categoria "Literatura infantil (text)" dels Premis del Governador General del 2008. El 2012 Tamaki també va ser guardonada amb una distinció d'honor al Dayne Ogilvie Prize, un premi literari per a escriptores lesbianes, gais, bisexuals o transgènere del Canadà. This One Summer, il·lustrada per Jillian Tamaki, va ser nomenada el 2014 per a l'Ignatz Award i el 2015 va guanyar el Michael L. Printz Award i un Caldecott Honor de l'American Library Association. El 2016 va guanyar el premi Rudolph-Dirks alemany per This One Summer i el 2019 Laura Dean Keep Breaking Up With Me va obtenir l'Ignatz Award per la novel·la gràfica excepcional i el premi al millor llibre infantil o juvenil dels Harvey Awards. Laura Dean Keep Breaking Up With Me també va ser guardonat al Walter Award de 2020 en la categoria d'adolescents.

## Treballs
- Cover Me (2000, ISBN 9780969806493)
- True Lies: The Book of Bad Advice (2002, ISBN 9780889614024)
- Fake ID (2005, ISBN 9780889614499)
- Skim, with Jillian Tamaki (2008, ISBN 9788861238282). En castellà, Skim (La Cúpula, 2009).[22]
- Emiko Superstar, with Steve Rolston (2008, ISBN 9781401215361)
- (You) Set Me on Fire (2012, ISBN 9780143180937)
- This One Summer, with Jillian Tamaki (2014, ISBN 159643774X). En castellà, Aquel verano (La Cúpula, 2014).[23]
- Tomb Raider (2016)[24]
- Saving Montgomery Sole (2016, ISBN 9781626722712)
- Supergirl: Being Super (2016-2017). En castellà, Supergirl: fuera de lo común (ECC Cómics, 2017).[25]
- X-23 (2018). En castellà (Panini Cómics, 2019).[26]
- Hunt for Wolverine: Claws of a Killer (2018). En castellà, Búsqueda de Lobezno: Las Garras del Asesino (Panini Cómics, 2018).[27]
- Laura Dean Keeps Breaking Up with Me, illustrated by Rosemary Valero-O'Connell (2019, ISBN 9781250312846). En castellà, Laura Dean me ha vuelto a dejar (La Cúpula, 2019).[22]
- Harley Quinn: Breaking Glass, illustrated by Steve Pugh (2019, ISBN 9781401283292). En castellà, Harley Quinn: cristales rotos (Editorial Hidra, 2020).[28]
- Spider-Man & Venom: Double Trouble (2020, ISBN 9781302920395)

### SèrieLumberjanes
Totes les novel·les han estat il·lustrades per Brooklyn Allen.
- Unicorn Power! (2017, ISBN 9781419727252). En castellà, El poder del unicornio (Roca Juvenil, 2018).[29]
- The Moon is Up (2018, ISBN 9781419728686). En castellà, La luna está arriba (Roca Juvenil, 2019).[29]
- The Good Egg (2018, ISBN 9781419740923)
- Ghost Cabin (2019, ISBN 9781419733611)

### SèrieShe-Hulk
- Volum 1: Deconstructed (2017). En castellà, Jennifer Walters: Hulka. Deconstruída (Panini Cómics, 2018).
- Volum 2: Let Them Eat Cake (2018). En castellà, Jennifer Walters: Hulka. Que coman pasteles (Panini Cómics, 2018).
- Volum 3: Jen Walters Must Die (2018). En castellà, Jennifer Walters: Hulka. Jen Walters debe morir (Panini Cómics, 2018).[27]